# Kolej Dolnośląsko-Marchijska
Kolej Dolnośląsko-Marchijska (niem. Niederschlesisch-Märkische Eisenbahn, w skrócie NME) – kolej łącząca stolicę Dolnego Śląska – Wrocław – z obszarem historycznej Marchii Brandenburskiej i stolicą Prus, Berlinem.
Wybudowana została przez powołaną w tym celu 17 marca 1842 r. spółkę Niederschlesisch-Märkische Eisenbahn-Gesellschaft – pierwszą publiczno-prywatną spółkę kolejową w Prusach.
W 1852 roku spółka została znacjonalizowana, następnie wchłonięta w struktury pruskich kolei państwowych i przekształcona w jedną z królewskich dyrekcji kolei.

## Historia

### Geneza

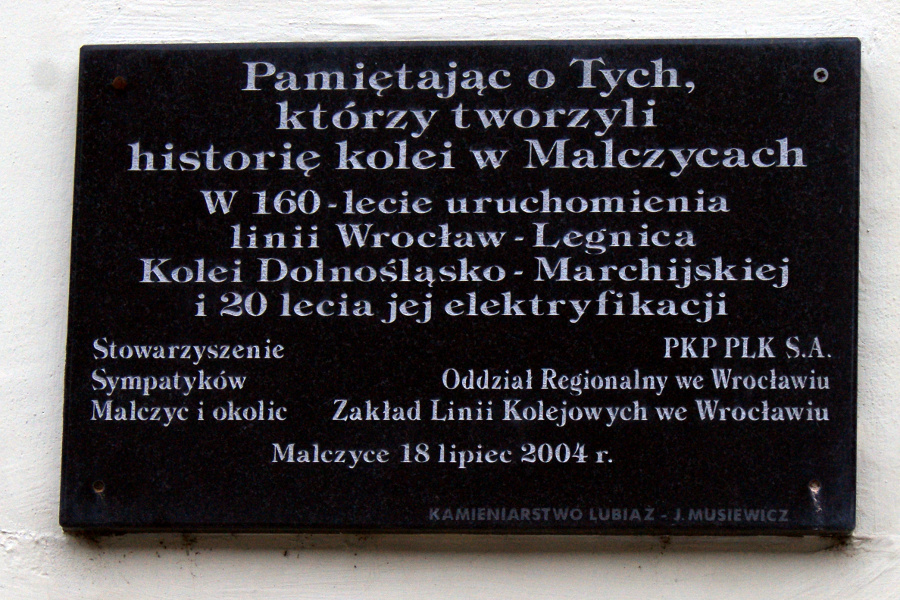
Tablica pamiątkowa na budynku stacji kolejowej w Malczycach

Pierwsze koleje na ziemiach niemieckich stanowiły przedsięwzięcia prywatne, restrykcyjnie koncesjonowane przez państwo.
Już w roku 1830, na pięć lat przed otwarciem pierwszej niemieckiej linii kolejowej z Norymbergi do Fürth, potencjalni inwestorzy snuli koncepcje linii łączącej stolicę Prus z największym miastem na Śląsku. Dla władzy w Berlinie priorytetem było wówczas połączenie z ośrodkami górniczymi i hutniczymi na Górnym Śląsku, wobec czego uzyskanie pozwolenia na linię zakończoną we Wrocławiu było nierealne.
Z biegiem lat, wraz z postrzeganiem budowy linii kolejowych nie jako odrębnych inwestycji, a jako części przyszłej, spójnej sieci transportowej, powstało kilkanaście kolejnych projektów budowy magistrali wrocławsko-berlińskiej, różniących się koncepcją przebiegu trasy. Spośród nich, merytorycznie wyróżniały się: projekt Doussiera (trasowany przez Gubin, Bolesławiec i Legnicę), plan Steina (przez Gubin, następnie Żary i Legnicę) oraz tzw. projekt wrocławski przedstawiony przez Towarzystwo Kolei Śląsko-Saksońskiej (przez Legnicę i Zgorzelec).
Rozbieżności w koncepcjach i spory, powodowane lokalnymi interesami grup zainteresowanych powstaniem linii, opóźniały realizację którejkolwiek z nich. Impas przerwało państwo, które doceniając istotę połączenia dla gospodarki i obronności Prus, po otwarciu linii Kolei Górnośląskiej do Wrocławia, przejęło inicjatywę. W 1843 r. zwołano konferencję konkurencyjnych komitetów, na której powołano Towarzystwo Kolei Dolnośląsko-Marchijskiej (niem. Niederschlesisch-Märkische Eisenbahn-Gesellschaft), w którym udziały objęło państwo i prywatni akcjonariusze. Kolej Dolnośląsko-Marchijska stała się tym samym pierwszą koleją na Śląsku budowaną i eksploatowaną przy udziale państwowym i jedną z pierwszych pruskich kolei państwowych.

### Budowa połączenia Wrocław – Berlin
Spółka, otrzymawszy koncesję, przystąpiła do realizacji swojego tytularnego połączenia. Budowany w przyspieszonym tempie odcinek do Legnicy zamierzano ukończyć w 1844. Odcinek ten został przekazany do ruchu 18/19 października 1844, po dwutygodniowych jazdach próbnych. W tym samym roku powstał też pierwszy budynek dworca na stacji.
Uruchomienie odcinka linii kolejowej z Legnicy do Bolesławca nastąpiło 1 października 1845 roku. Niemal rok później, 1 września 1846 r., otwarto wydłużono linię do Węglińca (przez potężny wiadukt nad rzeką Bóbr) i dalej do Frankfurtu nad Odrą. Połączenie z Berlinem uzyskano 1 września 1847 r. Tego samego dnia otwarto linię z Węglińca do Zgorzelca, co umożliwiło również połączenie Wrocławia i Bolesławca z Saksonią, w tym jej stolicą, Dreznem.

### Nacjonalizacja NME
Ukończenie połączenia Wrocław – Berlin wiązało się z wchłonięciem przez Towarzystwo Kolei Dolnośląsko-Marchijskiej powstałego wcześniej Towarzystwa Kolei Berlińsko-Frankfurckiej (Berlin–Frankfurter Eisenbahn-Gesellschaft). Wykup i modernizacja powstałego w 1842 r. szlaku Frankfurt – Berlin w latach 1846–1847, spowodowało znaczne obciążenie finansowe spółki i spadek zysków. W latach 1848–1850 poskutkowało to koniecznością wypłacenia akcjonariuszom zagwarantowanego przez budżet państwa oprocentowania kapitału. Zgodnie ze statutem spółki, 1 stycznia 1850 r. państwo pruskie uzyskało prawo do przejęcia w drodze wykupu Towarzystwa Kolei Dolnośląsko-Marchijskiej. Dokonano tego w 1852 r., po uchwaleniu nowej ustawy o kolei. Dotychczasowym udziałowcom zapewniono 4% od wartości posiadanych akcji. Spółkę rozwiązano 21 sierpnia 1852 roku, tworząc w jej miejsce Królewską Dyrekcję Kolei Dolnośląsko-Marchijskiej (niem. Königliche Direktion der Niederschlesisch-Märkischen Eisenbahn).

### Rozbudowa sieci kolejowej na Śląsku

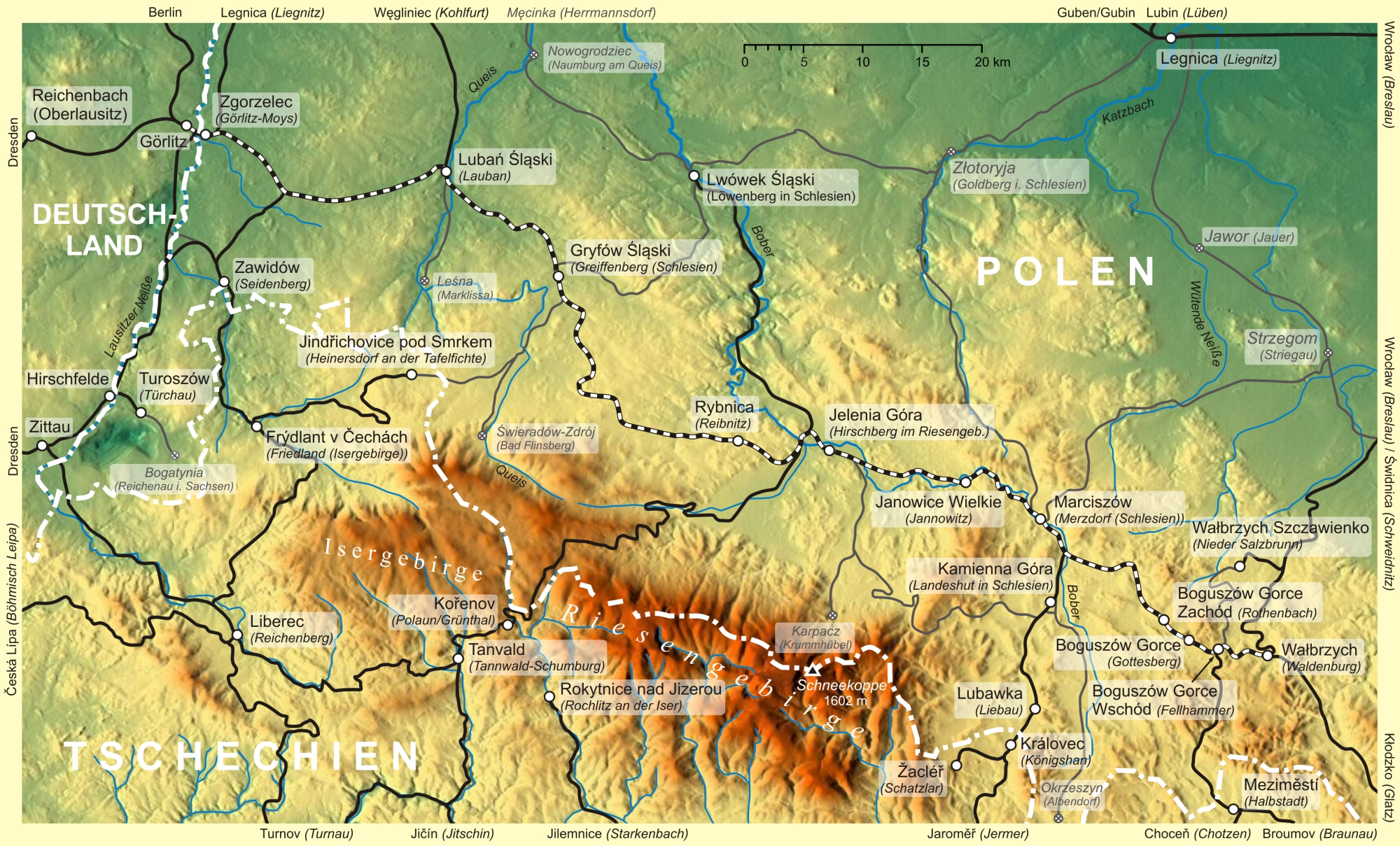
Śląska Kolej Górska (pierwszy etap budowy do Wałbrzycha)

Znacjonalizowane Towarzystwo Kolei Dolnośląsko-Marchijskiej stało się jedną z pierwszych pruskich kolei państwowych. Od tego czasu przedsiębiorstwo oprócz eksploatacji linii Wrocław – Berlin otrzymało za zadanie budowę i eksploatację innych tras, stając się instrumentem pruskiej polityki kolejowej.
Kolei Dolnośląsko-Marchijskiej w 1865 roku powierzono realizację projektu magistrali Berlin – Wiedeń, zwanej Śląską Koleją Górską. Budowa linii, służącej poza połączeniem dwóch stolic niemieckiego obszaru językowego przede wszystkim aktywizacji gospodarczej górskiej części Śląska oraz Łużyc, miała charakter pionierski. Pierwszy etap ze Zgorzelca i Węglińca, skąd nowa trasa odgałęziała się od dotychczasowej linii NME, do Wałbrzycha i dalej do Jeleniej Góry wykonano w 1869 r.
Pierwotnie, linia kolejowa z Wrocławia do Berlina biegła bardzo okrężną drogą.
Z upływem lat, w miarę rozwoju gospodarczego i rosnącego zapotrzebowania na szybkie przewozy międzyaglomeracyjne, zwłaszcza pasażerskie, podjęto budowę skrótowego, 93 kilometrowego odcinka: Żagań – Wierzbowa Śląska (Puszcza Dolna) – Miłkowice. Odcinek ten został oddany do eksploatacji 15 maja 1875. W ten oto sposób połączenie kolejowe z Berlina do Wrocławia zostało skrócone o 30 km i wynosiło 329 km. Linia skrótowa uzyskała status głównej magistrali Prus i stanowiła najszybsze połączenie Berlina ze Śląskiem.
Magistrala ta odgrywała również duże znaczenie także dla pozostałych miast Śląska. Od tego czasu pociągi pospieszne i sypialne z Berlina do Wrocławia i dalej do Opola, Katowic, Krakowa i Wiednia kursowały drogą skrótową przez Żagań i Legnicę.

### Działalność Królewskiej Dyrekcji Kolei Dolnośląsko-Marchijskiej w regionie Berlina
Oprócz budowy i eksploatacji linii kolejowych na Śląsku, Królewska Dyrekcja Kolei Dolnośląsko-Marchijskiej zajęła się w 1871 r. dokończeniem starej berlińskiej kolei okólnej: Berliner Verbindungsbahn, łączącej dworce: Stettiner, Hamburger, Potsdamer, Anhalter i Frankfurter. Dyrekcja wybudowała również linie do Stralsundu, Blankenheim i Wetzlar.

### Po likwidacji Królewskiej Dyrekcji Kolei Dolnośląsko-Marchijskiej
W 1880 r. na bazie Królewskiej Dyrekcji Kolei Dolnośląsko-Marchijskiej powołano jedną z królewskich dyrekcji kolei pruskich kolei państwowych – Königliche Eisenbahndirektion Berlin.
W latach 1916–1918 po magistrali kursował tzw. „Pociąg Bałkański” (niem. Balkanzug), relacji Berlin – Wrocław – Budapeszt – Belgrad – Stambuł – wprowadzony jako substytut Orient Expressu, którego kursowanie zawieszono z racji trwania I wojny światowej.

### Okres międzywojenny
Po zjednoczeniu Niemiec w 1920 r. zarząd nad koleją przejęła nowo utworzona Deutsche Reichsbahn.
W latach 20. i na początku lat 30. XX wieku magistrala została zmodernizowana. Kolejnym przełomem było wprowadzenie od 1936 r. ekspresowych składów spalinowych Latający Ślązak, relacji Berlin – Wrocław – Bytom, które osiągały prędkość maksymalną 160 km/h i należały wówczas do najszybszych na świecie (kursowały do sierpnia 1939).

### Po II wojnie światowej
W wyniku zmian geopolitycznych po II wojnie światowej, Ziemie Zachodnie znalazły się w granicach Polski, a zarząd nad większością linii wybudowanych, bądź zarządzanych dawniej przez NME, przejęły Polskie Koleje Państwowe.